# Valentine Hugo
Valentine Hugo (Bolonha do Mar, 16 de março de 1887 – Paris, 16 de março de 1968) foi uma artista e escritora francesa. Ela nasceu Valentine Marie Augustine Gross, filha única de Auguste Gross e Zélie Démelin. Ela é mais conhecida por seu trabalho com o balé russo e com os surrealistas franceses.

## Biografia
Amante do teatro e da música, o pai de Valentine a criou para compartilhar seus interesses até sua morte em 1903, que foi indeterminada como suicídio ou acidente. Após a morte do marido, Zélie criou a filha sozinha.